# Sachsenhäuser Warte

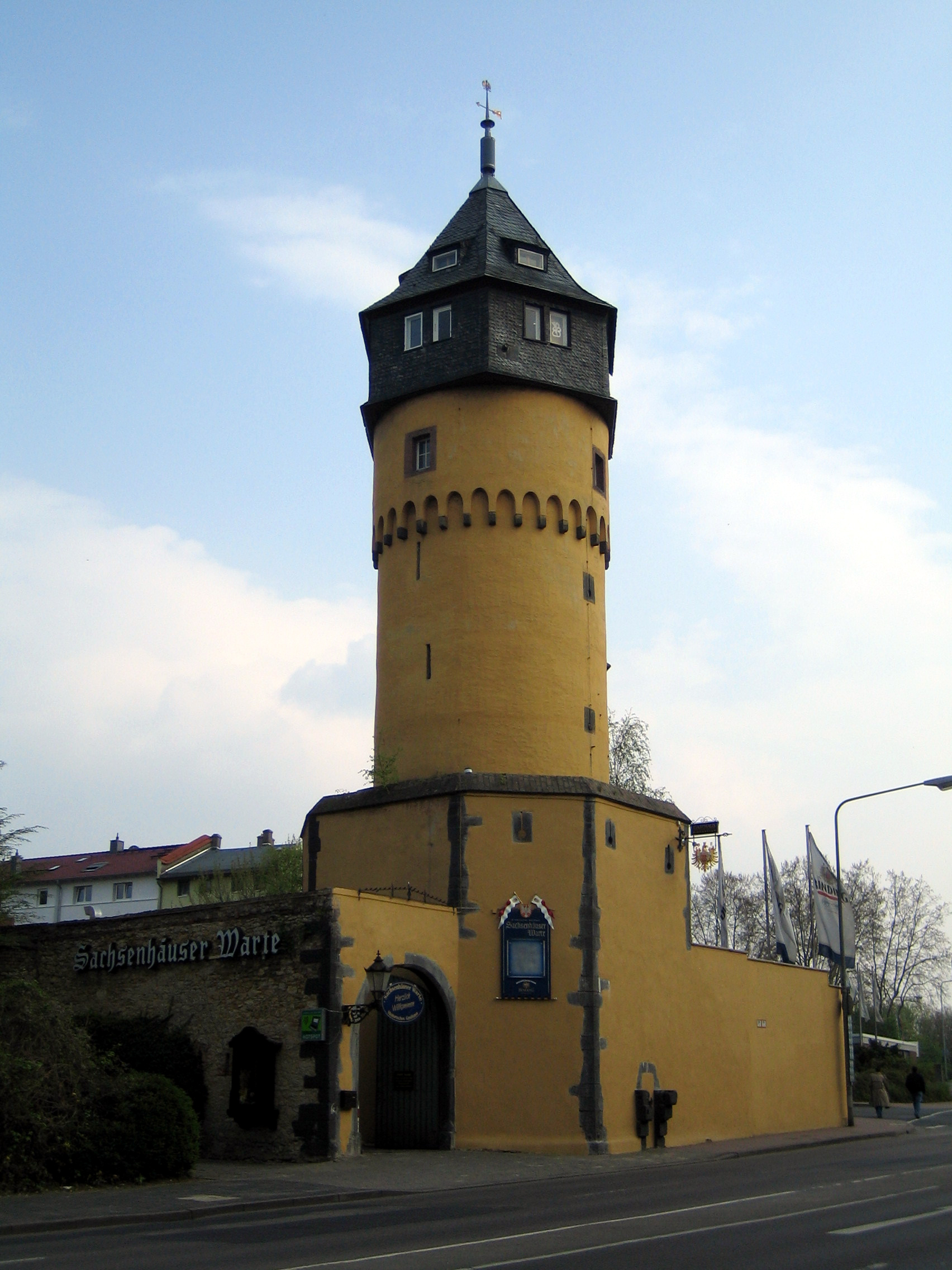
Sachsenhäuser Warte

Die Sachsenhäuser Warte ist einer der fünf historischen Warttürme auf der heutigen Gemarkung der Stadt Frankfurt am Main. Die Sachsenhäuser Warte war der südlichste der vier Türme der im 14. Jahrhundert errichteten Frankfurter Landwehr und wurde mehrfach zerstört. Der bis in die Gegenwart vollständig erhaltene Wartturm aus dem 16. Jahrhundert steht am südlichen Rand der Bebauung des südmainischen Frankfurter Stadtteils Sachsenhausen an der Darmstädter Landstraße.

## Geschichte
In Sachsenhausen wurde der zunächst auf dem Mühlberg befindliche hölzerne Beobachtungsturm 1414 durch eine neue, steinerne Warte auf dem höher gelegenen Sachsenhäuser Berg ersetzt. Allerdings wurde diese schon im Jahre 1416 im Auftrag des Trierer Erzbischofs Werner von Falkenstein (1388–1418) zerstört, da dieser der Meinung war, die Warte liege auf Dreieicher Wildbanngebiet.
Unter militärischer Bewachung und dank eines Schutzbriefes von Kaiser Friedrich III. konnte in den Jahren 1470/71 auf dem höchsten Punkt der nach Süden führenden Straße eine neue Warte gebaut werden.
Zweimal stand die Sachsenhäuser Warte im Krieg. Die Fehde der Stadt Frankfurt mit Franz von Sickingen im Jahre 1519 überstand sie unbeschädigt. Beim zweiten Angriff 1552 während der Belagerung Frankfurts im Fürstenkrieg zeigte sich aber, dass sie – wie auch die gesamte übrige Landwehr – großen Heeren nicht gewachsen war; Markgraf Albrecht Alcibiades von Brandenburg brannte die Sachsenhäuser Warte nieder.
Sie wurde wieder aufgebaut, blieb bis heute erhalten und wird gegenwärtig als Restaurant und Gasthaus genutzt. Südwestlich vorm Wartturm befindet sich der Boehlepark, nördlich der Warte liegt der Südfriedhof. Ferner bestanden ebenfalls Planungen, die Warte in ein touristisch erschlossenes Museum und Kulturzentrum umzuwandeln, diese Planungen wurden jedoch revidiert.

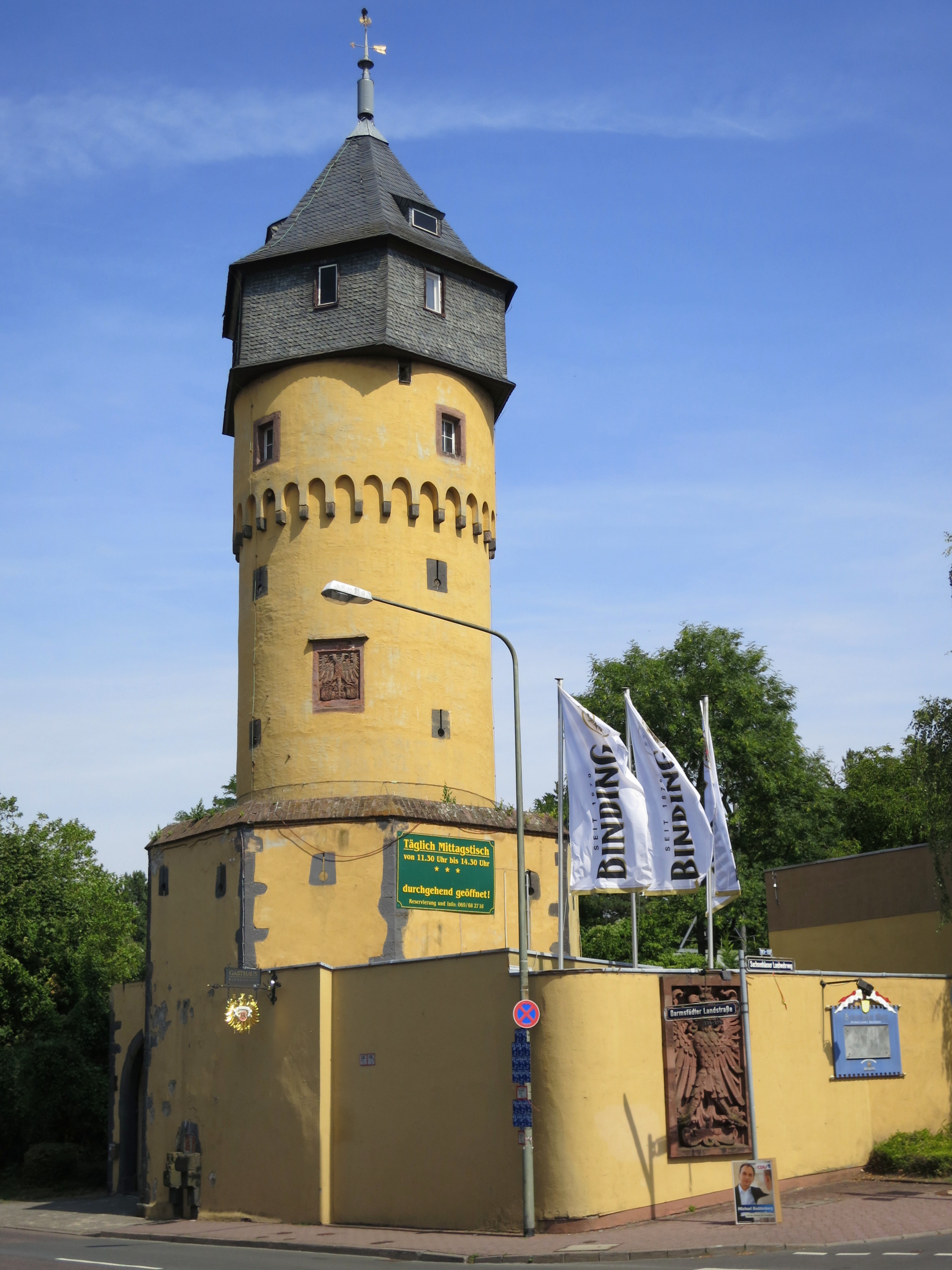
Sachsenhäuser Warte

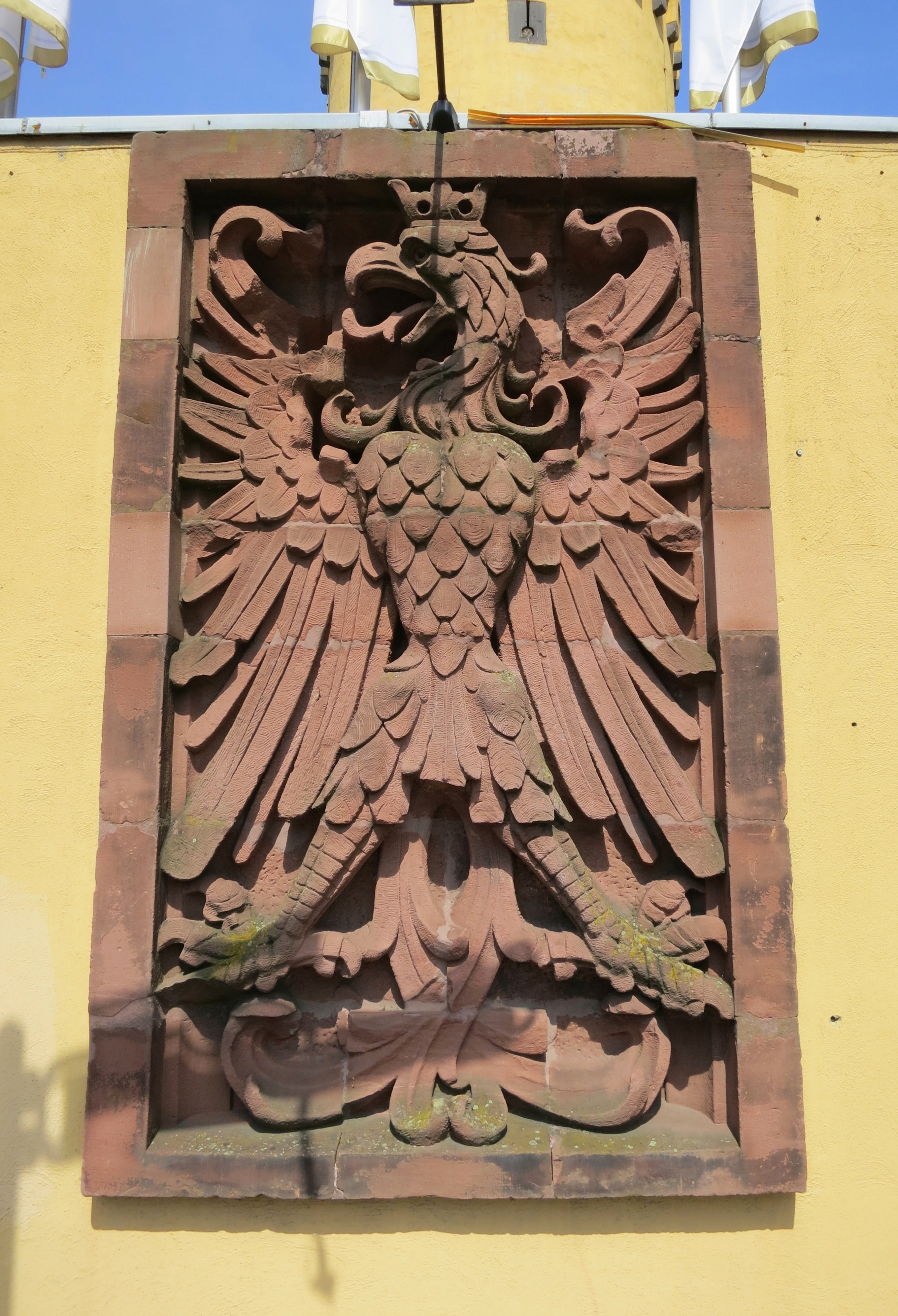
Wappen

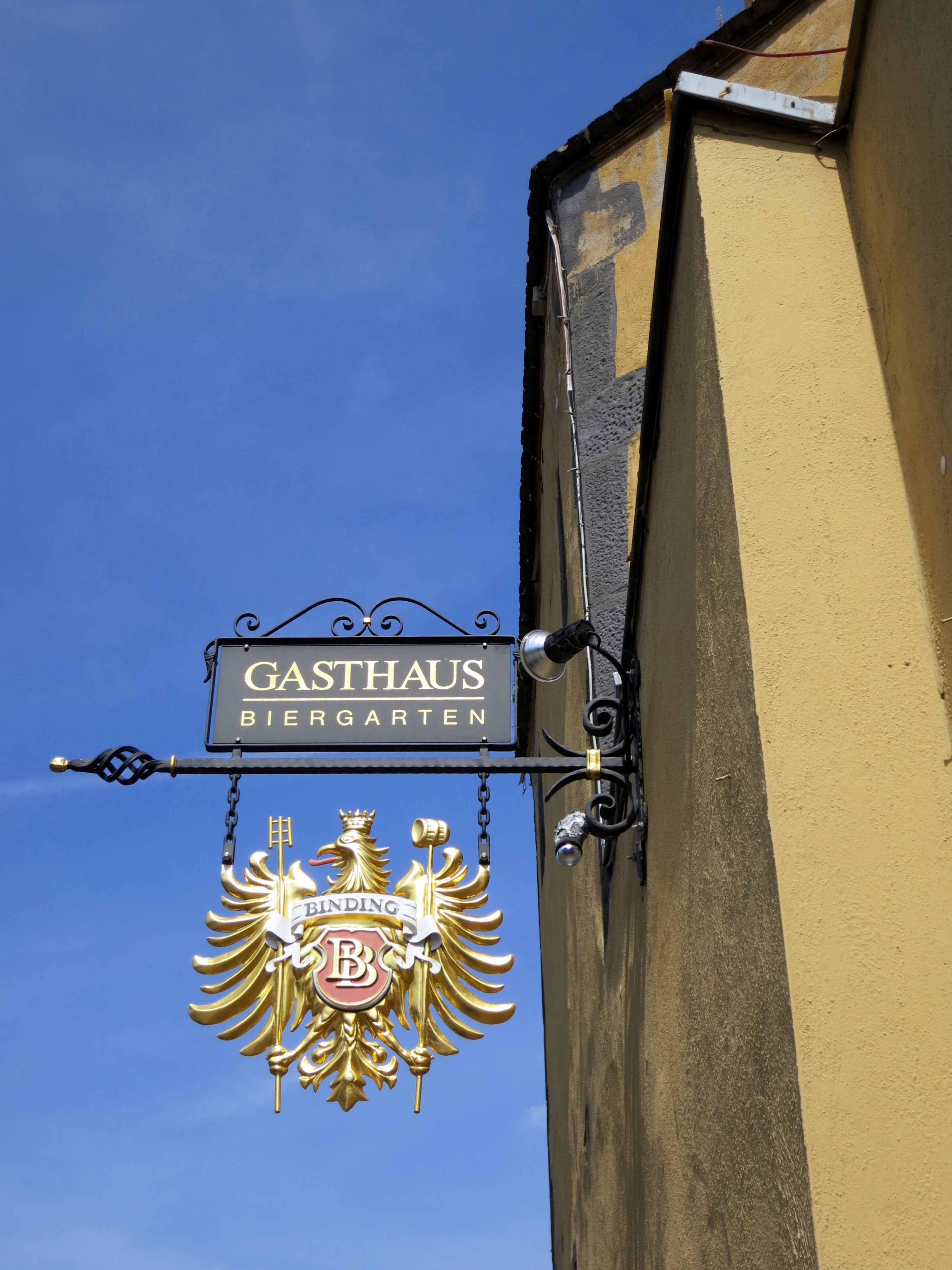
Schild